# Congrès universel d'espéranto de 1960
Pour un article plus général, voir Congrès universel d'espéranto.
 (décembre 2024).
Le congrès universel d’espéranto de 1960 est le 45e congrès universel d’espéranto, organisé en août 1960, à Bruxelles en Belgique.